# Mészáros Gizella
Mészáros Gizella (Mende, 1971. július 5. –) válogatott labdarúgó, csatár.

## Pályafutása

### Klubcsapatban
A Femina labdarúgójaként öt bajnoki címet szerzett.

### A válogatottban
1991-ben és 1996-ban egy-egy alkalommal szerepelt a válogatottban.

## Sikerei, díjai
- Magyar bajnokság
  - bajnok: 1990–91, 1995–96, 1996–97, 2000–01, 2001–02
  - 2.: 1994–95, 1999–00
  - 3.: 1991–92, 1992–93, 1993–94, 1997–98, 1998–99
- Magyar kupa
  - győztes: 1996
  - döntős: 2002

## Statisztika

### Mérkőzései a válogatottban
| Magyarország | Magyarország         | Magyarország | Magyarország | Magyarország | Magyarország | Magyarország | Magyarország | Magyarország |
| #            | Dátum                | Helyszín     | Hazai        | Eredmény     | Vendég       | Kiírás       | Gólok        | Esemény      |
| ------------ | -------------------- | ------------ | ------------ | ------------ | ------------ | ------------ | ------------ | ------------ |
| 1.           | 1991. szeptember 14. | Gyula        | Magyarország | 3 – 1        | Jugoszlávia  | barátságos   | -            | becserélve   |
| 2.           | 1996. április 14.    | Szófia       | Bulgária     | 3 – 2        | Magyarország | Eb-selejtező | -            |              |
|              | Összesen             |              |              | 2            | mérkőzés     |              | 0            | gól          |